# Solidaridad (Venezuela)
Solidaridad es un partido político de centroizquierda que nace en 2001 de la escisión de un grupos de parlamentarios del gubernamental partido Movimiento V República (MVR), la misma se creó debido a que un grupo de parlamentarios se opusieron a la Ley Habilitante que había sido aprobada por la Asamblea Nacional.
Solidaridad es admitido en 2002 por el Consejo Nacional Electoral (CNE) como partido político nacional pasando a ser un férreo opositor al gobierno de Hugo Chávez. Utiliza el color azul como distintivo y el lema Paz y Libertad.
Estuvo liderado por Alejandro Armas (fallecido poco después), José Luis Farias, Ernesto Alvarenga y Nelson Ventura, todos estos con representación en la Asamblea Nacional, representaban el "ala miquilenista" del MVR, lanzaron la consigna "chavismo sin Chávez", que después fueron usados por los partidarios de Chávez de forma peyorativa para los tránsfugas y supuestos quintacolumnas en su seno. 
Muchos de los militantes de Solidaridad abandonaron el partido como por ejemplo Delsa Solórzano que se pasó a Primero Justicia y otros a Polo Democrático. Desde 2002 formaron parte de la opositora coalición de partidos y asociaciones civiles denominada Coordinadora Democrática hasta su disolución en 2004. El partido siguió activamente en la oposición, perdieron todos sus escaños en las elecciones parlamentarias de 2005 y apoyaron la candidatura del opositor Manuel Rosales en la elección presidencial del 3 de diciembre de 2006 obteniendo un 0,13% de los votos, menos del 1% necesario para seguir siendo partido legal, teniendo que recabar firmas para reinscribirse en el CNE.
Aunque no es miembro formal de la Mesa de la Unidad Democrática (MUD), coalición que agrupa a la mayoría de los partidos opositores a Hugo Chávez, Solidaridad ha apoyado la mayoría de las candidaturas de esa alianza.